# Frank Arnau
Frank Arnau, batizado com o nome de Heinrich Schmitt (9 de março de 1894 no Expresso do Oriente perto de Viena — 11 de fevereiro de 1976 em Munique), foi um escritor e publicista alemão exilado no Brasil de 1939 a 1955.

## Vida
Como opositor do nacional-socialismo, Arnau fugiu para Holanda, depois França, Espanha, Suíça e, finalmente, o Brasil. Por causa de sua obra A peste marrom, publicada em 1934, seu nome foi colocado na chamada lista de Einstein. Durante sua permanência no Brasil, Arnau “publicou sete romances policiais traduzidos para o português e para o francês. ... Segundo uma estatística de 1970, 1,4 milhão de exemplares de seus livros [foram] vendidos”.
Arnau é considerado “uma das figuras mais notórias e controvertidas da história do exílio” por ser considerado como agente ou espião. Ele vivia no Rio de Janeiro onde trabalhou como colaborador do Correio da Manhã assim como conselheiro das embaixadas do Reino Unidoe dos Estados Unidos. “Seus trabalhos cartográficos tiveram importância especial para os jornais brasileiros.”

### Obras em português
- À sombra do Corcovado. Rio de Janeiro: Vecchi, 1940/1941.
- Tiros dentro da noite. Rio de Janeiro: Vecchi, 1940/1941.
- A luta na sombra. Rio de Janeiro: Vecchi, 1940/1941.
- A cadeia fechada. Rio de Janeiro: Vecchi, 1940/1941.
- A face do poder. Rio de Janeiro: Vecchi, 1940/1941.
- A grande muralha. Rio de Janeiro: Vecchi, 1944.
- Por que os homens matam. Rio de Janeiro: Civilização Brasileira, 1966.

### Obras em outros idiomas (seleção)
- La cadena cerrada. Versão de Enriqueta Sevillano. Barcelona: Atenas D.G., 1934. (em castelhano)
- Un meurtre légal. Rio de Janeiro: Chantecler, 1943. (em francês)
- Der verchromte Urwald: Licht und Schatten über Brasilien. Com 62 fotos e diversas ilustrações. Frankfurt: Umschau Verlag, 1958 / Rio de Janeiro: Civilização Brasileira, 1966. (em alemão)
- El arte de falsificar el arte: tres mil años de fraudes en el comercio de antigüedades. Tradução de Juan Godo Costa. Barcelona: Editorial Noguer, 1961. (em castelhano) Resenha em alemão no Spiegel, 4 de novembro de 1959.
- El Brasil de Brasilia. Versão de Mariano Orta Manzano. Barcelona: Juventud, 1963. (em castelhano)
- Historia de la policía. Barcelona: Luis de Caralt, 1966. (em castelhano)
- Wer nicht glaubt an Wunder ist kein Realist: jüdische Witze. Freiburg im Breisgau: Hyperion, 1966. (em alemão)
- Asfalto ardiente en Rio. Traduzido do alemão por Enrique Ortega Masía. Barcelona: Veron, 1972. (em castelhano)
- El caso de los guantes grises. Traduzido do alemão por Enrique Ortega Masiá. Barcelona: Veron, 1972. (em castelhano)
- Heroína. Traduzido do alemão por Enrique Ortega Masiá. Barcelona: Veron, 1972. (em castelhano)
- Asesinato en Hollywood. Traduzido do alemão por Enrique Ortega Masiá. Barcelona: Veron, 1972. (em alemão)
- Silencioso como una sombra. Traduzido del alemão por Enrique Ortega Masiá. Barcelona: Veron, 1974. (em castelhano)
- Zuchthaus–Tragödie. Peça de teatro inédida. (em alemão)